# Tschechische Badmintonmeisterschaft 2012
Die Tschechische Badmintonmeisterschaft 2012 fand vom 10. bis zum 12. Februar 2012 in Pilsen statt.

## Medaillengewinner
| Disziplin    | Gold                             | Silber                         | Bronze                              |
| ------------ | -------------------------------- | ------------------------------ | ----------------------------------- |
| Herreneinzel | Jan Fröhlich                     | Petr Koukal                    | Milan Ludík                         |
| Herreneinzel | Jan Fröhlich                     | Petr Koukal                    | Lukáš Zevl                          |
| Dameneinzel  | Kristína Gavnholt                | Martina Benešová               | Lucie Černá                         |
| Dameneinzel  | Kristína Gavnholt                | Martina Benešová               | Hana Milisová                       |
| Herrendoppel | Josef Rubáš Jaroslav Sobota      | Pavel Drančák Jiří Provazník   | Ondřej Kopřiva Tomáš Kopřiva        |
| Herrendoppel | Josef Rubáš Jaroslav Sobota      | Pavel Drančák Jiří Provazník   | Stanislav Kohoutek Adam Mendrek     |
| Damendoppel  | Šárka Křížková Kateřina Tomalová | Lucie Havlová Hana Procházková | Kateřina Krejčová Lucie Pilařová    |
| Damendoppel  | Šárka Křížková Kateřina Tomalová | Lucie Havlová Hana Procházková | Alžběta Bášová Kristína Gavnholt    |
| Mixed        | Jakub Bitman Alžběta Bášová      | Jiří Provazník Hana Milisová   | Stanislav Kohoutek Hana Procházková |
| Mixed        | Jakub Bitman Alžběta Bášová      | Jiří Provazník Hana Milisová   | Pavel Drančák Hana Kollarová        |